# Gonomyia (Leiponeura) tristigmata
Gonomyia (Leiponeura) tristigmata is een tweevleugelige uit de familie steltmuggen (Limoniidae). De soort komt voor in het Oriëntaals gebied.